# Municipio de North Bryant
El municipio de North Bryant (en inglés, North Bryant Township) es un municipio del condado de Edmunds, Dakota del Sur, Estados Unidos. Tiene una población estimada, a mediados de 2023, de 39 habitantes.
Abarca una zona exclusivamente rural.

## Geografía
Está ubicado en las coordenadas 45°33′5″N 99°17′57″O / 45.55139, -99.29917. Según la Oficina del Censo, tiene una superficie total de 92.37 km², de los cuales 90.01 km² corresponden a tierra firme y 2.36 km² están cubiertos de agua.

## Demografía
Según el censo de 2020, en ese momento había 36 personas residiendo en la zona. La densidad de población era de 0.40 hab./km². La totalidad de los habitantes eran blancos. No había hispanos o latinos viviendo en la región.